# DBase
dBASE fue el primer sistema de gestión de base de datos usado ampliamente para microcomputadoras. La gran ventaja de este sistema era la de permitir buscar un registro en una base de datos por una clave en lugar de hacerlo de manera secuencial o directa, como ocurría en lenguajes de programación como BASIC.
Publicado por la empresa estadounidense Ashton-Tate para el sistema operativo de texto CP/M, y más tarde para los sistemas Apple II, Apple Macintosh, UNIX  (enlace roto disponible en Internet Archive; véase el historial, la primera versión y la última)., VMS, e IBM PC bajo DOS, se convirtió en uno de los títulos de software más vendidos durante algunos años. Se creó bajo una interfaz de texto y aunque evolucionó a la interfaz gráfica (creada por PARC y masificada luego por la Macintosh de Apple), terminó siendo desplazado por otros productos como Paradox, Clipper, y FoxPro. dBase se creó antes de que SQL fuera estándar e incorporaba un lenguaje propio y era capaz de permitir a múltiples personas compartir y editar una misma base de datos en una red local, lo que requería comprar el software LAN PACK, el cual era vendido por separado.
Después de la aparición de la versión 4 (dBase IV), Ashton-Tate otorgaba licencia de su producto a los usuarios por un plazo de quince años, basado en el inconcebible evento de que un usuario utilizara su copia de dBASE por tan largo período.
dBASE fue vendido a la empresa estadounidense Borland en 1991. Al poco tiempo, promovió una casi intrascendente versión 5, de la que llegó a haber versión para Windows. Luego, vendió los derechos de la línea de productos en 1999 a dataBased Intelligence, , hoy llamada Dbase, LLC que sigue comercializando nuevas versiones, llamadas dBASE Plus, desde 1999.
Durante la primera mitad de la década de los años 1980, muchas otras compañías produjeron sus propios dialectos o variaciones del producto y lenguaje. Estos incluyeron FoxPro (ahora Visual FoxPro), Quick-Silver, Clipper, [http:// Xbase++], FlagShip, y Harbour. Todos ellos son llamados informalmente como xBase o XBase.
El formato subyacente de dBASE, el archivo dbf, es ampliamente utilizado en muchas otras aplicaciones que necesitan un formato simple para almacenar datos estructurados.

## Historia
La historia de dBASE empezó a mediados de 1960 como un sistema llamado RETRIEVE. Este sistema era usado, entre otros, por el Jet Propulsion Laboratory (Laboratorio de Propulsión a Chorro), que comisionó el desarrollo de su propia versión de RETRIEVE a uno de sus programadores, Jeb Long. El resultado fue un sistema llamado JPLDIS (Jet Propulsion Laboratory Display Information System), que corría en la computadora UNIVAC 1108 y estaba escrito en FORTRAN.
El creador original de dBase fue el programador Wayne Ratliff. En 1978, durante su estancia en el Jet Propulsion Laboratory, Ratliff escribió un programa de base de datos en ensamblador para ordenadores con sistema operativo CP/M para ayudar con las apuestas de fútbol en la oficina. Lo denominó Vulcan en referencia al personaje Mr. Spock de la serie de televisión Star Trek. Se basó en el JPLDIS, desarrollado por Jeb Long. Más tarde, lo usó para preparar sus declaraciones de impuestos y decidió que tenía un potencial comercial.
Las primeras copias tenían un precio de US$ 7000. La respuesta comercial fue baja y finalmente este hecho, sumado al estrés de las extensiones y las mejoras al sistema, hizo que su mercadeo se estancara.

### Ashton-Tate
Un cliente de Vulcan se comunicó con George Tate y Hal Lashlee, dueños de Discount Software y estos fueron a ver a Ratliff y su demostración de Vulcan. Impresionados, le hicieron un ofrecimiento de derechos exclusivos de mercadeo, que Ratliff aceptó. Finalmente, la compañía creció lo suficiente como para contratar a Ratliff como vicepresidente de nuevas tecnologías, y luego como líder del proyecto dBASE.
Igualmente, se vinculó a la compañía el programador original de RETRIEVE, Jeb Long, quien creó el lenguaje de programación interno de dBASE y fuera conocido como el gurú de los productos dBASE en Ashton-Tate.

### dBase II
Vulcan fue portado al IMSAI 8080, siendo renombrado a dBase II. La razón de renombrarlo así, sin existir una primera versión fue que George Tate consideró que una versión 2 daría una imagen de más seriedad y de un producto más elaborado. Luego, fue llevado a CP/M, añadiéndosele órdenes de soporte de interfaz de video (en modo texto), y soporte de control de flujo (como DO WHILE/ENDDO) y lógica condicional (como IF/ENDIF). Para el manejo de datos, dBase proporciona detallados comandos procedurales y funciones para abrir y navegar por las tablas (como USE, SKIP, GO TOP, GO BOTTOM, y GO recno), manipular valores en los campos (REPLACE y STORE), y manipulación de cadenas de caracteres (como STR() and SUBSTR()), Fechas y Números. Su habilidad para abrir simultáneamente y manipular múltiples ficheros conteniendo datos relacionados haría que Ashton-Tate lo calificara de base de datos relacional aunque no cumplía con los criterios definidos por el Dr. Edgar F. Codd.
Alcanzó un gran éxito, y se incluyó en los paquetes de software distribuidos con el computador Osborne 1, la gama de ordenadores Kaypro y otros equipos. El nacimiento de los ordenadores domésticos hizo que se utilizara para crear programas profesionales en equipos como los Amstrad CPC y Amstrad PCW, el Commodore 128 y los equipos MSX con unidad de disco ya que su sistema operativo, MSX-DOS, soportaba los archivos ejecutables CP/M para los microprocesadores 8080 y Z80.

### dBASE III
Las versiones originales fueron escritas en lenguaje ensamblador, pero a medida que el programa creció se tomó la decisión de reescribir el código en lenguaje C. El resultado fue que las máquinas recientes corrían bien el código, pero no así las antiguas. Además, tenía el problema colateral de que los programas corrían más despacio. Este problema desapareció solo al aumentar la potencia del hardware paulatinamente. La versión 1.0, presentada en 1984, contenía numerosos errores que fueron solucionados en la versión 1.1. También existió una versión 1.2, que fue presentada como "Developer's edition". En 1986, se presentó dBase III+, que incluía un núcleo mejorado y menús basados en caracteres de texto para ser utilizado por usuarios finales. También aportaba un primer soporte para red local.

### dBASE IV
Fue presentado en 1988 y era anunciado con mejores prestaciones y nuevas funcionalidades como soporte SQL, soporte para red local, compilador, entre otras, aunque en realidad era lento e inestable. Aunque incorporaba un compilador, producía sólo código objeto y no un ejecutable, que no era lo que el mercado y desarrolladores esperaban. Este último punto alimentó lo suficiente a Clipper para que éste se destacara por encima de dBase IV. Se tardó 2 años en presentar la versión 1.1, que corregía los problemas de inestabilidad. Para entonces, Paradox y sobre todo Clipper ya la habían echado del mercado.
Finalmente, ya dentro de Borland, se llegó a presentar Visual dBASE, posteriormente renombrada dBASE Plus.